# Romper la hora
Se conoce como Rompida de la hora o Romper la Hora al acto realizado durante la Semana Santa, en diversos municipios del Bajo Aragón, consistente en la reunión de un número indeterminado de tambores y bombos en una plaza singular para tocar al unísono un toque que conmemora el fallecimiento de Jesucristo. Se suele hacer alusión a que este acto representa al estruendo que se escuchó en la Tierra tras la muerte de Jesucristo.
Esta tradición se celebra en los municipios de Albalate del Arzobispo, Alcora, Alcorisa, Andorra, Calanda, Híjar, La Puebla de Hijar, Samper de Calanda y Urrea de Gaén. Todos ellos, excepto Alcora, municipios integrantes de la Ruta del Tambor y el Bombo. La única localidad de la Ruta que no realiza este acto es Alcañiz. En otros municipios de Teruel, Valencia y Zaragoza se realizan actos similares pero bajo el nombre de Tamborradas.

## Historia
Se tiene conocimiento de que en la Edad Media se realizaban diversas procesiones de diversas hermandades religiosas en el Bajo Aragón, principalmente en Alcañiz, Hijar y Calanda.
De estas tres mencionadas, por orden cronológico sería Híjar la primera, la cual data en los escritos del siglo XII aparecidos en el archivo ducal y regida por la orden Pauliana, antecesora de la orden Franciscana, se dice que empezó por el 1119 tras su Reconquista de manera desordenada y en señal de protesta haciendo ruido con diversos cacharros en el monte Calvario el Jueves Santo por la noche(lo que luego ha evolucionado al Romper la Hora) esta Semana Santa se ordenó en el año 1519 con la llegada de los Franciscanos a la localidad. La segunda Semana Santa es la de Alcañiz la cual data de tan solo 200 años posteriores a la hijarana, y la tercera con más antigüedad es la de Calanda, famosa por las grandes películas del cineasta Buñuel, y data 5 siglos posteriores a la primera.
A partir del sXVI empieza a llegar al Bajo Aragón la Orden Tercera de San Francisco que instaurará los tambores y bombos principalmente en los municipios de Híjar y Calanda, organizando su Semana Santa y dejándola con muchas semejanzas a la actual, lo cual se puede apreciar en el lema de la Semana Santa hijarana "Como siempre, como nunca". Una curiosidad de esta tradición en esta zona es, que pese a ser los 3 pueblos con más antigüedad en esto de la Semana Santa, y posiblemente sean de los pioneros en esta tradición en Aragón y España (por el simple hecho de que la Reconquista fue de norte a sur) y pese a estar bastante próximos en Híjar se Rompe la Hora el Jueves Santo por la noche, mientras que en Alcañiz no realizan este acto y en Calanda Rompen la Hora el Viernes Santo por la mañana, sin duda es algo curioso hablando de los pueblos más representativos de la Semana Santa.
El fenómeno se irá extendiendo, principalmente en los primeros años del siglo XX a las localidades vecinas, que si bien tenían Semana Santa, esta no era acompañada con instrumentos de percusión.

## Estilo y configuración
- Normalmente el acto se realiza en el tránsito de las noche de Jueves Santo al Viernes Santo, con excepción de Calanda y Alcora (Castellón) que realizan el acto a las 12 del mediodía del Viernes Santo.

- Se realiza comúnmente en la Plaza Mayor del municipio o la de mayor capacidad, donde progresivamente se van reuniendo los cofrades con sus instrumentos en el centro de la Plaza y los visitantes se sitúan alrededor de estos.

- Un toque de corneta, el levantamiento del bastón de la autoridad o el primer toque de un instrumento representativo dan el aviso para comenzar el acto.

- Por la acumulación de ruido el toque al unísono se hace imposible pudiéndose escuchar un estruendo continuo cuya vibración provoca movimientos en el suelo y edificios cercanos. Muchas de las parroquias de las localidades se han visto dañadas por el ruido provocado sufriendo importantes desgastes tanto en ornamentación como en estructura.

- El toque dura en torno a 15 minutos a partir de los cuales la masa de cofrades se dispersa por diversos lugares de los municipios para seguir tocando con sus respectivas "cuadrillas". En Alcora (Castellón), tras los 15 minutos en la plaza principal, todos los participantes desfilan, durante una hora, por las calles de la localidad hasta una segunda plaza en el que se finaliza el toque y se mantiene el silencio de luto del Viernes Santo hasta la tarde, que empiezan las procesiones de las distintas cofradías.

- Hasta fechas recientes en algunos municipios no estaba permitido que las mujeres tocaran instrumentos de percusión.

- Diversos municipios del entorno han asumido también esta tradición como propia y se extiende más allá de las propias fronteras del Bajo Aragón Histórico.

## Túnicas y Vestimenta por Municipio
- En Albalate del Arzobispo la indumentaria consta de: Túnica negra con pañuelo blanco al cuello, cíngulo negro y tercerol en el hombro izquierdo.
- En Alcora (Castellón) cada participante puede llevar la túnica que desee, ya que acuden tamborileros de toda la provincia. De este modo se simboliza la diversidad mundial, unida y hermanada sin prejuicios por un mismo toque.

- En Alcorisa el hábito se compone de: Túnica y tercerol morados con cíngulo, escudos blancos, y pañuelos blancos al cuello.

- En Andorra la vestimenta se compone de: Túnica negra con emblema en el hombro izquierdo, fajín rojo y tercerol negro sobre el hombro que no apoye el instrumento.

- En Calanda la indumentaria se compone de: Túnica morada con emblema en el pecho y tercerol morado sobre la cabeza.

- En Híjar el hábito se compone de : Túnica negra y debajo camisa blanca con corbata negra y en el Romper la Hora el tercerol negro se lleva pero sin ponerlo en la cabeza ya sea enrollado al cuello o de alguna otra manera. En las procesiones se lleva el tercerol negro sobre la cabeza.

- En Samper de Calanda se lleva túnica en el momento de Romper la Hora y en las 5 procesiones procedentes. Su indumentaria consta de: Túnica Negra con Tercerol del mismo color sobre la cabeza excepto en la procesión del sábado por la tarde en la que se lleva el tercerol al hombro, todo esto además de llevar guantes blancos todas las procesiones exceptuando en la "rompida" de la hora del jueves por la noche.

- En la Puebla de Hijar el hábito consta de túnica negra con tercerol negro sobre la cabeza que cae por la espalda. Además de llevar una camisa blanca bajo la túnica.

- En Urrea de Gaén se lleva túnica y tercerol, al hombro, en color negro, además cinturón de este mismo color y pañuelo blanco al cuello. En todo momento las personas que tocan un instrumento llevan este hábito. Espectacular la procesión de la Oración del Huerto, tras Romper la hora, en la que el brillo de túnicas e instrumentos ofrecen una imagen sin igual. La procesión del Santo Entierro muestra toda la emoción y el recogimiento de un pueblo que ha sabido conservar la esencia de una tradición centenaria.